# Строкотенко Іван Миколайович
Іван Миколайович Строкотенко (26 листопада 1906, місто Алчевськ, тепер Луганської області — 30 вересня 1982, місто Київ) — український радянський партійний і профспілковий діяч, заступник голови Української республіканської ради професійних спілок. Член Комісії партійного контролю при ЦК ВКП(б) (24.05.1939—1948).

## Життєпис
Народився в родині робітника-металурга. Трудову діяльність розпочав у 1919 році розсильним на металургійному заводі в місті Алчевську Донецької губернії.
У 1924—1933 роках — статистик виконавчого комітету Алчевської районної ради; помічник директора заводу імені Ворошилова в місті Ворошиловську (Алчевську).
Член ВКП(б) з 1926 року.
У 1933—1939 роках — завідувач сектору Ворошиловської міської ради професійних спілок; секретар партійного комітету Ворошиловського коксохімічного заводу; голова ЦК ради профспілки коксохіміків.
З 24 травня 1939 по листопад 1948 року — член Комісії партійного контролю при ЦК ВКП(б), заступник голови партійної колегії ЦК ВКП(б) по Українській РСР.
У листопаді 1948 — 1954 року — заступники голови Української республіканської ради професійних спілок. Також був заступником голови Українського республіканського комітету захисту миру.
У 1954—1968 роках — завідувач загального відділу виконавчого комітету Київської обласної ради депутатів трудящих.
З 1968 року — персональний пенсіонер загальносоюзного значення в Києві.
Помер 30 вересня 1982 року після важкої хвороби в місті Києві.

## Нагороди
- орден Трудового Червоного Прапора
- медалі